# إنفلونزا آسيا
إنفلونزا آسيا هو وباء إنفلونزا ناتج من تحول فيروس إنفلونزا الطيور بدأ انتشاره في الصين بين عامي 1956 - 1958. الفيروس المسبب للعدوى كان فيروس إنفلونزا أ (H2N2) نتج من طفرة في الفيروس الذي يصيب البط البري اندمج مع فيروس يصيب الإنسان في عملية إعادة تشكيل الفيروس. انتشر الوباء إلى سنغفورة في فبراير و هونغ كونغ في أبريل من عام 1957. و في يونيو من نفس العام وصل الفيروس الولايات المتحدة و سبب بوفاة حوالي 70 ألف شخص هناك. كما سبب الفيروس بوفاة ما بين مليون إلى 4 ملايين شخص حول العالم. و تم حد انتشار الوباء نتيجة تطوير لقاح فعال ضده في عام 1957.
و تطور الفيروس نتيجة لزيحان مستضدي لفيروس H3N2 مسبباً وباءً أقل انتشاراً بين عامي 1968 - 1969 فيما يعرف بإنفلونزا هونغ كونغ